# Vestric-et-Candiac
Vestric-et-Candiac település Franciaországban, Gard megyében. Lakosainak száma 1345 fő (2022. január 1.). Vestric-et-Candiac Beauvoisin, Boissières, Le Cailar, Uchaud, Vauvert és Vergèze községekkel határos.

## Népesség
A település népessége az elmúlt években az alábbi módon változott:
| Lakosok száma | 436  | 654  | 1001 | 1328 | 1402 | 1428 | 1406 | 1379 | 1360 | 1345 |
|               | 1968 | 1982 | 1990 | 2006 | 2013 | 2015 | 2017 | 2019 | 2020 | 2022 |